# دریا را ببین (فیلم)
دریا را ببین (انگلیسی: See the Sea) فیلمی در ژانر مهیج به کارگردانی فرانسوا اوزون است که در سال ۱۹۹۷ منتشر شد.